# 耶洛拜烏 (阿肯色州)
耶洛拜烏（英語：Yellow Bayou）是位於美國阿肯色州奇科特縣的一個非建制地區。該地的面積和人口皆未知。

## 地理
耶洛拜烏的座標為33°24′29″N 91°15′14″W / 33.40806°N 91.25389°W，而該地的平均海拔高度為38米（即125英尺）。